# Jorge Zambrano
Jorge Orley Zambrano Cedeño (Manta, 29 de julio de 1957) es un político ecuatoriano que ha ocupado la alcaldía de Manta durante cuatro periodos no consecutivos.

## Trayectoria política
Llegó por primera vez a la alcaldía en las elecciones seccionales de 1996 de la mano del Partido Social Cristiano. Fue reelecto en las elecciones de 2000 y de 2004 por el mismo partido. Su administración es recordada por los procesos de concesión que llevó a cabo para varios bienes públicos. También se enfocó en el adoquinamiento y pavimentación de calles y en la regeneración de parques.
Para las elecciones seccionales de 2009 intentó ser reelegido al cargo, pero perdió en una reñida contienda ante Jaime Estrada, candidato del movimiento Sí Unidad Mantense.
En las elecciones seccionales de 2014 volvió a presentarse como candidato a la alcaldía de Manta, esta vez por el movimiento Sociedad Unida Más Acción (SUMA), y venció al alcalde Estrada. Durante este periodo tuvo que hacer frente a los estragos causados por el Terremoto de Ecuador de 2016, que afectó severamente a la ciudad.